# سیارک ۶۹۸۹
سیارک ۶۹۸۹ (به انگلیسی: 6989 Hoshinosato، نامگذاری:1994XH1) شش هزار و نهصد و هشتاد و نهمین سیارک کشف شده‌است که در ۶ دسامبر ۱۹۹۴ کشف شد.
قدر مطلق سیارک برابر ۷۰.۷ است.